# Tasman Cargo Airlines
Tasman Cargo Airlines Pty. Limited è una compagnia aerea cargo con sede a Sydney, in Australia. Opera servizi cargo internazionali di linea per conto di DHL e charter cargo nazionali e internazionali ad hoc. La sua sede centrale si trova presso l'aeroporto Kingsford Smith di Sydney, nel sobborgo di Mascot, a Sydney. Il suo unico aereo è un Boeing 767 che ha base all'aeroporto di Auckland in Nuova Zelanda.

## Storia
Tasman Cargo Airlines iniziò le operazioni come Premier Airlines il 5 settembre 1994, con sede a Melbourne, Victoria, operando con un Boeing 727-100F per conto di DHL. A causa delle restrizioni sul rumore degli aeromobili "Stage III" dell'Organizzazione internazionale dell'aviazione civile, questo velivolo venne ritirato dal servizio l'anno successivo e fu acquistato un Boeing 727-200. Alla fine del 1996, Premier Airlines cambiò il suo nome in Asian Express Airlines per riflettere meglio il suo ruolo per DHL nella regione asiatica, e spostò la sua sede all'aeroporto di Auckland. Il domicilio della compagnia aerea in Nuova Zelanda fu di breve durata; è stato stabilito nella sua posizione attuale all'inizio del 1998.
Il 1º ottobre 2008, la compagnia aerea ha cambiato nome da Asian Express Airlines all'attuale Tasman Cargo Airlines. Nel 2010 ha noleggiato un Boeing 757-200(PCF) da DHL Air UK, in attesa dell'acquisizione di un aereo di proprietà. L'aereo in leasing ha sostituito il Boeing 727-200 precedentemente operato, ritirato il 31 agosto 2010 in vista delle nuove normative australiane sul rumore degli aerei che sarebbero entrate in vigore il giorno successivo. Questo è stato l'ultimo Boeing 727 registrato in Australia.
Operando con un solo aeromobile, la compagnia aerea ha utilizzato velivoli di altri operatori quando il proprio era in manutenzione. Questi includevano Pel-Air, Transmile Air Services e HeavyLift Cargo Airlines.
Il 757 di Tasman è stato sostituito da un Boeing 767-300ERF nel luglio 2018.

## Destinazioni
Tasman Cargo Airlines opera servizi cargo di linea per conto della DHL tra Auckland e Sydney. Questi servizi sono operati dal lunedì al giovedì sera e il sabato durante le ore diurne. La compagnia ha anche l'approvazione per operare servizi tra Nouméa e Melbourne (fino alla fine del 2002 operò servizi tra Auckland e l'aeroporto di Numea-La Tontouta per conto di Aircalin). Una parte significativa dell'attività della compagnia è il trasporto di cavalli da corsa attraverso il Mar di Tasman.

## Flotta

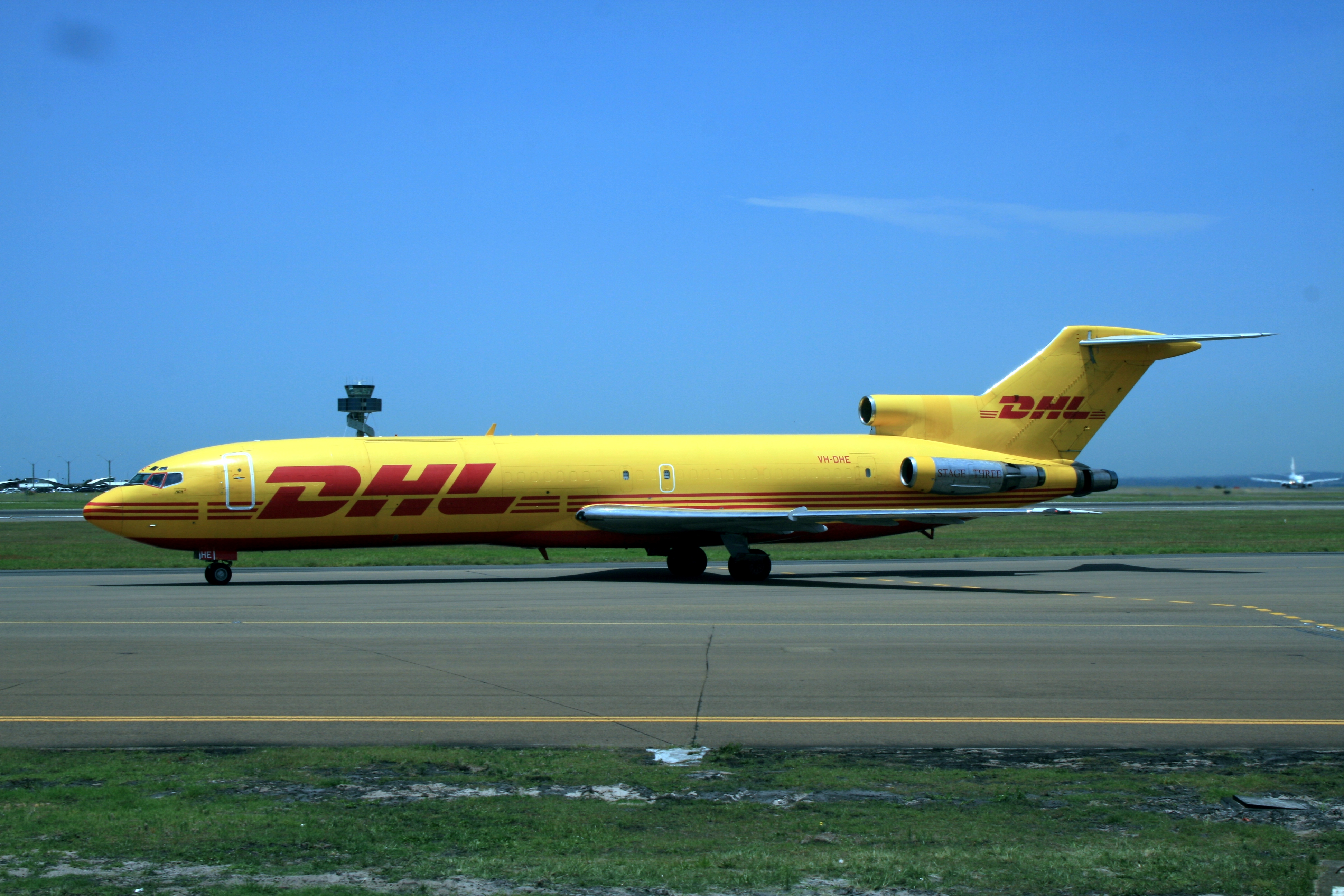
Un Boeing 727-200F in rullaggio a Sydney nel 2007.

### Flotta attuale
A dicembre 2022 la flotta di Tasman Cargo Airlines è così composta:

### Flotta storica
Tasman Cargo Airlines operava in precedenza con i seguenti aeromobili:
- Boeing 727-100F
- Boeing 727-200F
- Boeing 757-200(PCF)